# Riverside (banda)
Riverside é uma banda de rock progressivo da Polônia formada em 2001. Sua música contém elementos do metal progressivo, e vem sendo relacionada com bandas como Opeth, Anathema, Pink Floyd, Porcupine Tree, Tool e Dream Theater.

## História
Em 2001 os amigos Piotr Kozieradzki (bateria) e Piotr Grudzinski (guitarra), juntaram-se ao produtor e tecladista Jacek Melnicki para iniciar um projeto progressivo e realizaram ensaios com o baixista Mariusz Duda. Duda assumiu os vocais do grupo e em 2002, após gravarem uma demo e realizar alguns shows em Varsóvia, Jacek deixou a banda, sendo substituído por Michal Lapaj.
Com diversas músicas prontas, o Riverside gravou de forma independente seu primeiro álbum, Out of Myself, lançado em dezembro de 2003. Em 2024, a Loudwire o elegeu como um dos 11 melhores álbuns de estreia de metal progressivo. A repercussão do disco despertou o interesse da gravadora americana Laser's Edge, que o relançou com nova capa no ano seguinte. Ainda em 2004, trabalharam no EP Voices in My Head. Já em 2005 foi lançado Second Life Syndrome pelo selo InsideOut Music. Em 2007, com seu nome consolidado na Europa, a banda apresenta seu terceiro trabalho, Rapid Eye Movement, onde realizam suporte para a tour do Dream Theater.
O próximo álbum foi Anno Domini High Definition, lançado em junho de 2009. Foi o álbum mais vendido na Polônia durante sua segunda semana nas paradas. A edição limitada saiu com um DVD de sete músicas gravado no Teatro Paradiso, em Amsterdã. Memories in My Head foi lançado em 2011 no formato EP.
Em dezembro de 2012 saiu o single "Celebrity Touch", seguindo pelo seu quinto álbum, Shrine of New Generation Slaves, em janeiro de 2013. O sexto álbum, Love, Fear and the Time Machine, foi lançado no início de setembro de 2015.
Em 21 de fevereiro de 2016 morreu o guitarrista Piotr Grudzinski, vítima de uma parada cardíaca. A banda prosseguiu como um trio, e em setembro foi anunciado Eye of the Soundscape, sexto trabalho de estúdio. Em fevereiro de 2017 foi anunciado que o guitarrista Maciej Meller daria suporte ao grupo nas apresentações ao vivo.
Em 28 de setembro de 2018 o Riverside lançou seu sétimo álbum, Wasteland. Neste álbum, Mariusz Duda dividiu as guitarras com Maciej Meller.

## Formação

#### Presente
- Mariusz Duda - baixo e vocal
- Piotr Kozieradzki - bateria
- Michał Łapaj - teclado
- Maciej Meller - guitarra

#### Ex-membros
- Piotr Grudziński - guitarra
- Jacek Melnicki - teclado

## Discografia
| - Out of Myself (2003) - Second Life Syndrome (2005) - Rapid Eye Movement (álbum)\|Rapid Eye Movement (2007) - Anno Domini High Definition (2009) - Shrine of New Generations Slaves (2013) - Love, Fear and Time Machine (2015) - Eye of the Soundscape (2016) - Wasteland (2018) - ID.Entity (2023) - Voices In My Head (2005) - Memories in My Head (2011) - Acoustic Session (2019) | - Loose Heart (2003) - Conceiving You (2005) - 02 Panic Room (2007) - Schizophrenic Prayer (2008) - Celebrity Touch (2012) - Shine/Time Travellers (2016) - Vale of Tears (2018) - River Down Below (2018) - Lament (2018) - Story of My Dream (2021) - I'm Done with You (2022) - Self-Aware (2022) - Friend or Foe? (2023) |